# Charlie Callas
Charlie Callas (ur. 20 grudnia 1924 w Brooklynie, zm. 27 stycznia 2011 w Las Vegas) – amerykański komik i aktor. Najbardziej znany ze współpracy z Melem Brooksem, Jerrym Lewisem i Deanem Martinem. Ponadto występował w wielu programach telewizyjnych typu: reality show czy stand-up. Znany również z serialu telewizyjnego Switch, w którym występował obok Roberta Wagnera i Eddiego Alberta.

## Wybrana filmografia
- Horrorween (2010) jako Kamea
- Dracula – wampiry bez zębów (1995) jako Barman
- Amazonki z Księżyca (1987) jako on sam
- Hysterical (1983) jako Dracula
- Legends of the Superheroes (1979) jako Sinestro
- Lęk wysokości (1977) jako Cocker Spaniel
- Nieme kino (1976) jako Ślepiec